# سدار کریک کراسینگ (آریزونا)
سدار کریک کراسینگ (به انگلیسی: Cedar Creek Crossing) یک منطقهٔ مسکونی در ایالات متحده آمریکا است که در آریزونا واقع شده‌است. سدار کریک کراسینگ ۱٬۴۵۳ متر بالاتر از سطح دریا واقع شده‌است.